# CNN Indonesia
CNN Indonesia es un canal de televisión por suscripción indonesio de origen estadounidense propiedad de Trans Media en una empresa conjunta con Warner Bros. Discovery. Fue lanzado al aire el 17 de agosto de 2015, mientras que su sitio web fue lanzado previamente el 20 de octubre de 2014. CNN Indonesia es una de las señales locales de CNN, que también lanzó canales regionales en otros países como Turquía, India, Japón y Filipinas. La programación combina información local e internacional, finanzas y deportes.